# Климашевский, Алексей Владимирович
Климаше́вский Алексе́й Влади́мирович (род. 4 октября 1954 года, Ростов-на-Дону) — советский и российский театральный режиссёр, актёр, драматург, преподаватель.
Член Союза театральных деятелей России (с 1992 года), член Союза журналистов России (с 1997 года), член Гильдии театральных режиссёров России (с 2012 года).
В 2007 году присвоено почетное звание «Заслуженный деятель Всероссийского музыкального общества». В 2011 спектакль А. В. Климашевского «Красная Шапочка» удостоен Гран-при Международного фестиваля театров кукол «Каталония — страна Лунного кота» (Льорет-де-Мар).
Лауреат регионального конкурса журналистов «Искра Юга 2022», специальный диплом «За редкий пример театрального репортажа».
Победитель конкурса журналистских работ на премию Губернатора Ростовской области (2024 год) в номинации «Специальный приз Губернатора Ростовской области за журналистское мастерство» в подноминации «Автор периодического печатного издания».

## Биография
В 1976 году окончил Ростовский инженерно-строительный институт по специальности «Городское строительство», получил квалификацию «инженер-строитель», три года работал в строительной организации.
Параллельно с этим проснулась страсть к театральному искусству (ещё в детстве показывал во дворе представления кукольного театра). В 1975 году начал заниматься в театральных студиях Дома Офицеров и Дворца культуры «Энергетик». Первые учителя — народная артистка РСФСР Ангелина Агеевна Кржечковская и Виктор Павлович Покровский.
В 1982 году окончил театральное отделение Ростовского училища искусств, получил квалификацию «актёр драматического театра» (педагоги — Владимир Александрович Молчанов и Ростислав Валентинович Почикаев). С 1982 по 1999 работал в Новочеркасском драматическом театре имени В. Ф. Комиссаржевской как актёр, руководитель литературно-драматической части, сыграл около 50 ролей. Когда при театре открылся актерский курс Ярославского государственного театрального института, работал заведующим учебной частью и старшим преподавателем (с 1992 по 1999).
В 1991 году окончил Ленинградский государственный институт театра, музыки и кинематографии имени Н. К. Черкасова (заочное отделение), получив квалификацию «театровед». Печатался в прессе (около 600 публикаций), в том числе в журналах «Театр» (Москва), «Петербургский театральный журнал» (Санкт-Петербург), «Страстной бульвар, 10» (Москва), «Театральный вестник» (Ростов-на-Дону).
С 1994 по 2012 преподавал «историю театра» в Ростовском филиале Санкт-Петербургского государственного университета культуры и искусств, с 1995 по 2000 — в Ростовском государственном университете, с 1999 по 2009 — в Ростовском художественном училище имени М. Б. Грекова. С 1998 по 2016 преподавал «мастерство актера» и «сценическую речь» в Ростовском колледже искусств, с 2007 по 2017 в Ростовской государственной консерватории (академии) имени С. В. Рахманинова.
С 2002 по 2019 работал в Ростовском государственном театре кукол имени В. С. Былкова руководителем литературно-драматургической части и режиссёром-постановщиком. В 2008, 2013 и 2016 годах прошел стажировку на кафедре «режиссура музыкального театра» Санкт-Петербургской государственной консерватории (академии) имени Н. А. Римского-Корсакова.
Член жюри Областного театрального фестиваля-конкурса «Мельпомена» (2017–2024, Ростов-на-Дону), эксперт и член жюри Международного театрального фестиваля «Поговорим о любви…» (с 2024 года – «Любовь, что движет солнце и светила», 2018–2024, Новошахтинск), член экспертного совета Международного театрального фестиваля «Театральная гавань» (2019–2021, Новороссийск), член жюри Международного театрального фестиваля «Улица Чехова» (2021, Таганрог), председатель жюри Всероссийского фестиваля новогодних театральных практик «#Снег» (2022, Вольск).

## Творчество

### Режиссура
- 2004 — «Сокровища зимнего леса» (А. Климашевский)
- 2005 — «Операция «Авария» (М. Азов, А. Тихвинский)
- 2009 — «Золушка» (А. Крат, А. Климашевский)
- 2009 — «Новогодние приключения инопланетян» (А. Крат, А. Климашевский)
- 2010 — «По щучьему веленью» (Е. Тараховская)
- 2010 — «Красная Шапочка» (А. Климашевский)
- 2010 — «Приключения Буратино» (А. Толстой, инсценировка А. Крата и А. Климашевского)
- 2011 — «Звездный мальчик» (О. Уайльд, инсценировка К. Кузьминой)
- 2011 — «Малыш и Карлсон» (А. Линдгрен, инсценировка А. Климашевского)
- 2011 — «Бременские музыканты» (Г. Гладков)
- 2012 — «День рождения кота Леопольда» (А. Хайт)
- 2012 — «Доктор Айболит» (К. Чуковский, инсценировка А. Климашевского)
- 2012 — «По сказочным дорогам» (А. Крат, А. Климашевский)
- 2012 — «Волшебник Изумрудного города» (А. Волков, инсценировка А. Крата и А. Климашевского)
- 2013 — «Весёлый Петрушка» (А. Климашевский)
- 2013 — «Невероятные приключения Али-Бабы в новогоднем лесу» (А. Крат, А. Климашевский)
- 2014 — «Морозко» (А. Крат, А. Климашевский)
- 2015 — «Новогодние приключения Дюймовочки» (А. Крат, А. Климашевский)
- 2017 — «Новогодние каникулы Красной Шапочки» (А. Крат, А. Климашевский)
- 2018 — «Новогодние приключения Незнайки» (Н. Носов, инсценировка А. Крата и А. Климашевского)
- 2019 — «Как Маша поссорилась с подушкой» (Г. Лебедева, инсценировка А. Климашевского)
- 2021 — «Новогодние приключения барона Мюнхгаузена, или В поисках невероятных сокровищ» (А. Климашевский, В. Аникеенко)
- 2022 — «Братцы месяцы» (А. Климашевский, В. Аникеенко)
- 2024 — «Белоснежка и семь гномов» (А. Климашевский, В. Аникеенко)

### Драматургия
- 2002 — «Новогодние приключения Лисы Алисы и Кота Базилио в Стране Дураков»
- 2003 — «Необычайные приключения Старухи Шапокляк и Почтальона Печкина в новогоднем лесу»
- 2004 — «Сокровища зимнего леса»
- 2005 — «Новогодние приключения Иванушки-дурачка и Царевны Несмеяны» (совместно с А. Кратом)
- 2006 — «Невероятные приключения американцев в новогоднем лесу» (совместно с А. Кратом)
- 2007 — «Новый год с Бароном Мюнхгаузеном» (совместно с А. Кратом)
- 2008 — «Совсем не Кошкин дом» (совместно с А. Кратом)
- 2008 — «Необычайные приключения Старика Хоттабыча, или 1002-я новогодняя ночь Шахерезады» (совместно с А. Кратом)
- 2009 — «Золушка» (совместно с А. Кратом)
- 2009 — «Новогодние приключения инопланетян» (совместно с А. Кратом)
- 2010 — «Красная Шапочка»
- 2010 — «Приключения Буратино» (А. Толстой, инсценировка А. Крата и А. Климашевского)
- 2011 — «Малыш и Карлсон» (А. Линдгрен, инсценировка А. Климашевского)
- 2012 — «Доктор Айболит» (К. Чуковский, инсценировка А. Климашевского)
- 2012 — «По сказочным дорогам» (совместно с А. Кратом)
- 2012 — «Волшебник Изумрудного города» (А. Волков, инсценировка А. Крата и А. Климашевского)
- 2013 — «Весёлый Петрушка»
- 2013 — «Невероятные приключения Али-Бабы в новогоднем лесу» (совместно с А. Кратом)
- 2014 — «Морозко» (совместно с А. Кратом)
- 2015 — «Новогодние приключения Дюймовочки» (совместно с А. Кратом)
- 2016 — «Новогоднее волшебство Царевны-лягушки»
- 2017 — «Новогодние каникулы Красной Шапочки» (совместно с А. Кратом)
- 2018 — «Новогодние приключения Незнайки» (Н. Носов, инсценировка А. Крата и А. Климашевского)
- 2019 — «Как Маша поссорилась с подушкой» (Г. Лебедева, инсценировка А. Климашевского)
- 2019 — «Зимовье зверей»
- 2021 — «Почтальон»
- 2021 — «Новогодние приключения барона Мюнхгаузена, или В поисках невероятных сокровищ» (совместно с В. Аникеенко)
- 2022 — «Братцы месяцы» (совместно с В. Аникеенко)
- 2024 — «Белоснежка и семь гномов» (совместно с В. Аникеенко)